# Zittauer Missalien
Die Sieben Zittauer Missalien sind in Leder gebundene Pergamenthandschriften aus dem 15. und 16. Jahrhundert. Sie enthalten zahlreiche farbenprächtige Buchmalereien und befinden sich im Bestand der Christian-Weise-Bibliothek in Zittau.
Zu den ältesten Handschriften der Christian-Weise-Bibliothek gehören drei böhmische Missalien. Es sind Messbücher der Erzdiözese Prag ab dem Jahre 1410. Sie wurden 1421 in das Franziskanerkloster Zittau verbracht, nachdem das Prager Domkapitel vor den Hussiten geflohen war und in dem zum Erzbistum gehörigen Kloster auf dem Berg Oybin nahe der Oberlausitzer Stadt Zittau seinen Sitz nahm. Auch nach der Rückkehr der Domherren nach Prag im Jahre 1437 verblieben die Missalien im liturgischen Gebrauch des Zittauer Klosters.
Vier weitere Missalien, die deutschen oder Lausitzer Missalien, wurden zwischen 1435 und 1512 in der Buchmalerei des Zittauer Franziskanerklosters gefertigt.
Nach der Säkularisation des Franziskanerklosters gingen die Missalien in den Besitz der regionalen Kommende des Johanniterordens über. Nach deren Auflösung gelangten sie in städtischen Besitz. Sie wurden zunächst in der Johanniskirche aufbewahrt, wo sie die Zerstörung Zittaus 1757 unversehrt überstanden haben. Anfang des 19. Jahrhunderts wurden sie der Zittauer Stadtbibliothek übergeben.
Zwischen 1986 und 1987 verschwand eines der böhmischen Missalien auf unerklärliche Weise aus der Bibliothek. Es wird vermutet, dass der Diebstahl von Seiten des DDR-Devisenbeschaffungsunternehmens Kommerzielle Koordinierung organisiert worden war.
1997 wurden die verbliebenen sechs Missalien erstmals gemeinsam in einer Ausstellung im Stadtmuseum Zittau präsentiert. 1999 konnte dank einer Spende des Bistums Dresden-Meißen eines der Missalien (Sign. A II) aus dem Jahre 1500 restauriert werden.
Das verschollene Missale (Sign. A VII) von 1415 wurde im Jahre 1999 bei einem hessischen Auktionshaus zur Versteigerung angeboten. Nachdem der Landkreis Löbau-Zittau mit seiner Klage auf Herausgabe erfolgreich war, befindet sich das Werk seit August 2002 wieder im Besitz der Christian-Weise-Bibliothek Zittau (CWBZ).